# Lusura speciosa
Lusura speciosa är en fjärilsart som beskrevs av William Schaus 1921. Lusura speciosa ingår i släktet Lusura och familjen tandspinnare. Inga underarter finns listade i Catalogue of Life.